# Eiko Smid
Eiko Smid (Vroomshoop, 11 december 1968) is een Nederlands politicus en bestuurder. Hij is lid van het CDA. Sinds 7 mei 2024 is hij burgemeester van Sint-Michielsgestel.

## Opleiding en loopbaan
Smid groeide op in Vroomshoop in de toenmalige gemeente Den Ham, en volgde het vwo aan het Christelijk Lyceum in Almelo. Van 1987 tot 1993 studeerde hij bestuurskunde aan de Universiteit Leiden. Daar was hij ook actief in de lokale CDA-afdeling.
Van 1994 tot 1997 was Smid beleidsonderzoeker bij Research voor Beleid BV (nu: Panteia Groep). Hij werkte van 1997 tot 2000 bij de provincie Utrecht als beleidsadviseur en interim bureauhoofd, om in 2001 aan de slag te gaan bij de gemeente Amsterdam, als beleidsadviseur Infrastructuur, Verkeer en Vervoer en later als adviseur bij de directie Concerncommunicatie.
Smid maakte in 2004 de overstap naar het adviesbureau Dröge & Van Drimmelen (nu: Publyon), waar hij in 2008 mede-aandeelhouder van werd. Ook werkte hij nog twee jaar als Public Affairs Manager bij het pensioenfonds ABP. Bij de provincie Overijssel werkte hij van 2018 tot 2024 als kabinetschef voor de commissaris van de Koning, achtereenvolgens voor Boele Staal (waarnemend CdK) en vanaf 2019 voor Andries Heidema.

## Politiek
Van 2006 tot 2014 was Smid namens het CDA lid van de gemeenteraad van Utrecht. Van 2008 tot 2013 was hij er fractievoorzitter. In 2013 leidde hij als voorzitter van de vertrouwenscommissie de procedure rond de benoeming van de nieuwe burgemeester, dat leidde tot het burgemeesterschap van Jan van Zanen.

## Burgemeester van Sint-Michielgestel
Op 7 mei 2024 werd hij burgemeester van Sint-Michielsgestel.  Hij volgde daar Erik Ronnes op die daar tijdelijk als burgemeester waarnam  na het terugtreden van Han Looijen.

## Persoonlijk
Smid woont sinds 2003 samen met zijn vriend.